# Sandersdorf-Brehna
Sandersdorf-Brehna ist eine Stadt im Landkreis Anhalt-Bitterfeld in Sachsen-Anhalt.

## Geografie

### Lage
Sandersdorf-Brehna liegt zwischen Bitterfeld-Wolfen und Halle (Saale) nahe der Landesgrenze zu Sachsen. Durch die Lage im Mitteldeutschen Braunkohlerevier befinden sich im Stadtgebiet einige Tagebaurestlöcher, die mittlerweile renaturiert wurden. Das Gelände ist überwiegend eben vorliegend als Teil der Leipziger Tieflandsbucht. Außer kleineren Bächen wie dem Strengbach existieren keine größeren Fließgewässer im Stadtgebiet.

### Stadtgliederung
Sandersdorf-Brehna besteht laut Hauptsatzung der Stadt aus acht Ortschaften mit insgesamt 10 Ortsteilen. Sandersdorf ist keine Ortschaft, sondern der Hauptort der Stadt. Die Ortschaften der Satzung bilden weitgehend die zuvor eigenständigen Gemeinden ab.
| Ortschaft                             | Die Ortschaften von Sandersdorf-Brehna (anklickbare Karte) |
| ------------------------------------- | ---------------------------------------------------------- |
| Stadt Brehna mit Carlsfeld und Torna  | Die Ortschaften von Sandersdorf-Brehna (anklickbare Karte) |
| Glebitzsch mit Beyersdorf und Köckern | Die Ortschaften von Sandersdorf-Brehna (anklickbare Karte) |
| Heideloh                              | Die Ortschaften von Sandersdorf-Brehna (anklickbare Karte) |
| Petersroda                            | Die Ortschaften von Sandersdorf-Brehna (anklickbare Karte) |
| Ramsin                                | Die Ortschaften von Sandersdorf-Brehna (anklickbare Karte) |
| Renneritz                             | Die Ortschaften von Sandersdorf-Brehna (anklickbare Karte) |
| Roitzsch                              | Die Ortschaften von Sandersdorf-Brehna (anklickbare Karte) |
| Zscherndorf                           | Die Ortschaften von Sandersdorf-Brehna (anklickbare Karte) |

## Geschichte
Die selbständigen Gemeinden Glebitzsch, Petersroda, Roitzsch und die Stadt Brehna ließen sich – in der Ausnutzung der freiwilligen Phase der Gemeindegebietsreform in Sachsen-Anhalt – zum 1. Juli 2009 in die Einheitsgemeinde Sandersdorf eingliedern.
Es wurde zeitgleich vereinbart, die aufnehmende Gemeinde Sandersdorf in „Sandersdorf-Brehna“ umzubenennen und dieser die Stadtrechte des eingemeindeten Brehna zu übertragen.

### Einheitsgemeinde Sandersdorf
Die Orte Heideloh, Ramsin, Renneritz, Sandersdorf und Zscherndorf fanden sich 1992 zur Verwaltungsgemeinschaft Sandersdorf zusammen. Am 1. Juli 2004 wurde die Verwaltungsgemeinschaft Sandersdorf aufgelöst und es entstand daraus die Einheitsgemeinde Sandersdorf.

### Eingemeindungen
| Ehemalige Gemeinde | Datum        | Anmerkung                                          |
| ------------------ | ------------ | -------------------------------------------------- |
| Beyersdorf         | 1. Juli 1950 | Eingemeindung nach Glebitzsch                      |
| Brehna             | 1. Juli 2009 | Eingemeindung nach Sandersdorf                     |
| Glebitzsch         | 1. Juli 2009 | Eingemeindung nach Sandersdorf                     |
| Heideloh           | 1. Juli 2004 | Eingemeindung nach Sandersdorf                     |
| Juliushof          | 1928         | Eingemeindung nach Beyersdorf, (Devastierung) 1983 |
| Köckern            | 1. Juli 1950 | Eingemeindung nach Glebitzsch                      |
| Petersroda         | 1. Juli 2009 | Eingemeindung nach Sandersdorf                     |
| Ramsin             | 1. Juli 2004 | Eingemeindung nach Sandersdorf                     |
| Renneritz          | 1. Juli 2004 | Eingemeindung nach Sandersdorf                     |
| Roitzsch           | 1. Juli 2009 | Eingemeindung nach Sandersdorf                     |
| Torna              | 1. Juli 1950 | Eingemeindung nach Brehna                          |
| Zscherndorf        | 1. Juli 2004 | Eingemeindung nach Sandersdorf                     |

### Eingemeindungen in die anderen Ortschaften
- 1928 wurde Juliushof nach Beyersdorf eingemeindet. Im Jahr 1950 bildeten die drei Gemeinden Beyersdorf, Glebitzsch und Köckern die Gemeinde Glebitzsch.
- Ebenfalls 1950 wurde die Gemeinde Torna nach Brehna eingemeindet.[7]

## Bevölkerung
| Jahr | Einwohner |
| ---- | --------- |
| 2010 | 15.504    |
| 2015 | 14.478    |
| 2020 | 14.364    |
| 2021 | 14.302    |
| 2022 | 14.169    |
| 2023 | 14.197    |
| 2024 | 14.130    |

Stand: 31. Dezember des jeweiligen Jahres (Angaben des Statistischen Landesamtes Sachsen-Anhalt), ab 2011 auf Basis des Zensus 2011, ab 2022 auf Basis des Zensus 2022

## Politik

### Stadtrat
Der Stadtrat von Sandersdorf-Brehna besteht aus 28 Mitgliedern und dem Bürgermeister. Die Kommunalwahl am 9. Juni 2024 führte bei einer Wahlbeteiligung von 64,6 % zu folgendem Ergebnis:
| Partei / Wählergruppe               | Stimmenanteil 2019 | Sitze 2019 |         | Stimmenanteil 2024 | Sitze 2024 |
| ----------------------------------- | ------------------ | ---------- | ------- | ------------------ | ---------- |
| CDU                                 | 37,3 %             | 10         | 31,9 %  | 9                  |            |
| AfD                                 | 11,8 %             | 03         | 24,9 %  | 7                  |            |
| Unabhängiges Bündnis                | 23,2 %             | 07         | 16,7 %  | 5                  |            |
| SPD                                 | 04,7 %             | 01         | 08,3 %  | 2                  |            |
| Souveränes FORUM Sandersdorf-Brehna | –                  | –          | 04,6 %  | 1                  |            |
| Roitzscher Wählervereinigung        | 05,1 %             | 01         | 0 4,2 % | 1                  |            |
| Die Linke                           | 09,7 %             | 03         | 03,1 %  | 1                  |            |
| Einzelbewerber Andreas Hennig       | –                  | –          | 01,8 %  | 1                  |            |
| Bündnis 90/Die Grünen               | 03,3 %             | 01         | 01,7 %  | 1                  |            |
| Wählergemeinschaft Petersroda 1994  | 02,8 %             | 01         | 01,7 %  | –                  |            |
| FDP                                 | 02,1 %             | 01         | 01,2 %  | –                  |            |
| Insgesamt                           | 100 %              | 28         | 100 %   | 28                 |            |

### Bürgermeister
- 2009–2021: Andy Grabner (CDU)

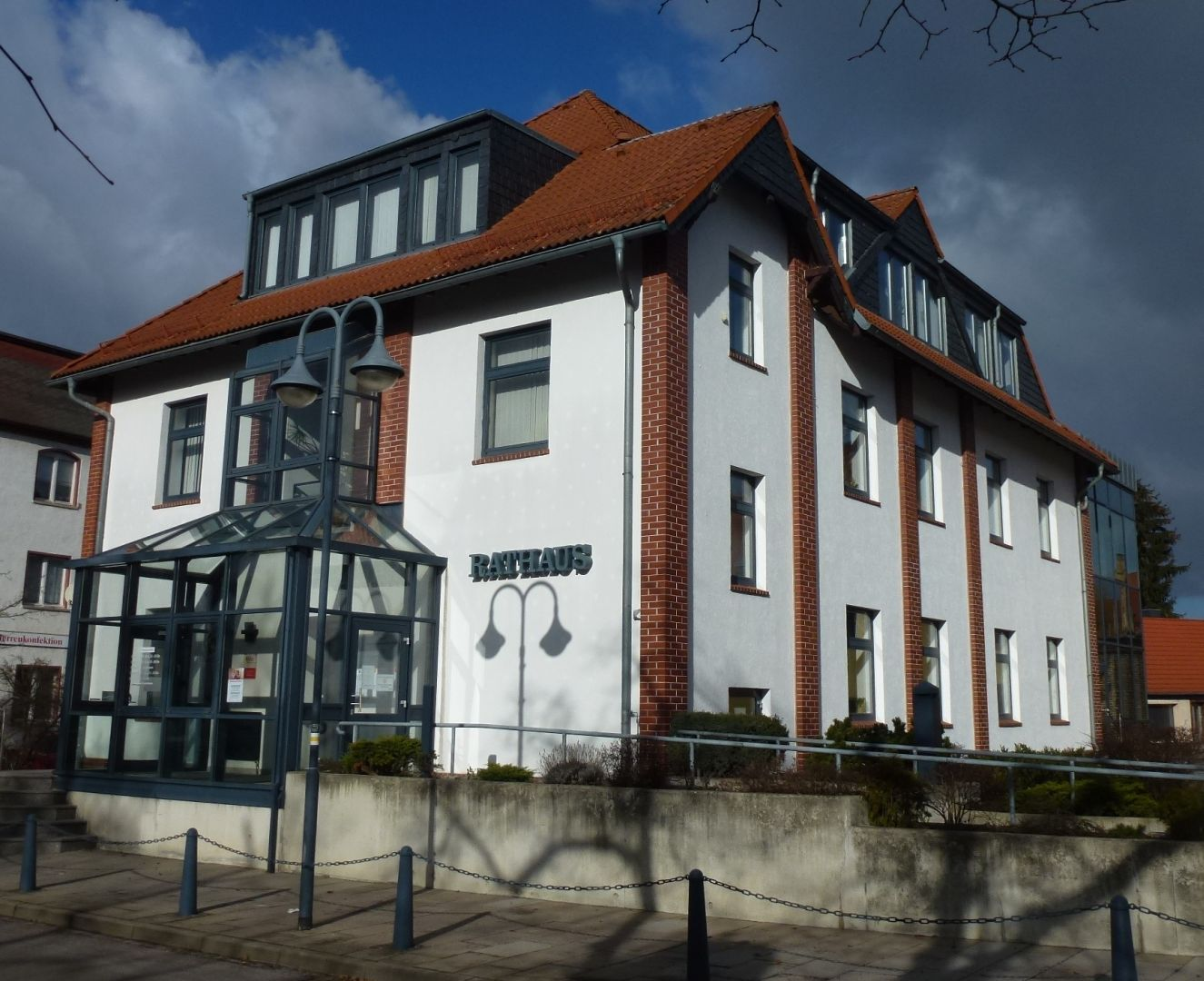
Rathaus der Stadt im Ortsteil Sandersdorf

- seit 2021: Steffi Syska (parteilos)

Grabner wurde in der Bürgermeisterwahl am 12. April 2015 ohne Gegenkandidat mit 91,4 % der gültigen Stimmen für eine zweite Amtszeit bestätigt. Er wurde im Juni 2021 zum Landrat des Landkreises Anhalt-Bitterfeld gewählt. Daher waren Neuwahlen für das Amt des Bürgermeisters notwendig.
Die Stichwahl am 17. Oktober 2021 entschied Syska mit 57,7 % der gültigen Stimmen für sich. Ihre Amtszeit beträgt sieben Jahre.

### Wappen
| | Blasonierung: „In Schwarz eine gestürzte silberne Spitze, belegt mit den gekreuzten roten Berghämmern über einem roten Seeblatt.“ |
| Wappenbegründung: Die Farben der Stadt sind Rot - Weiß (Silber). Die Spitze in Schwarz soll auf den Tagebau und die Braunkohle hindeuten. Der Bergbau als Hauptbeschäftigung der Bewohner versinnbildlicht das Bergmannsgezähe. Das Seeblatt als Zeichen erinnert an die Zugehörigkeit zum Kreis Bitterfeld und der alten Grafschaft Brehna. Das Wappen wurde vom Magdeburger Staatsarchivrat Otto Korn gestaltet und am 7. August 1939 durch den Oberpräsidenten der Provinz Sachsen genehmigt. | |

### Flagge
Die Flagge ist rot-weiß-rot (1:3:1) längsgestreift und mittig auf dem breiteren Mittelstreifen mit dem Stadtwappen belegt.

### Dienstsiegel
Das Dienstsiegel der Stadt Sandersdorf-Brehna enthält das Stadtwappen und die Umschrift „Stadt Sandersdorf-Brehna“.

### Städtepartnerschaften
Mit folgenden Gemeinden unterhält Sandersdorf-Brehna Partnerschaften:
- Altmannstein in Bayern (Ortschaft Sandersdorf)
- Semoy in Frankreich (Ortschaft Brehna)
- Langweid am Lech in Bayern (Ortschaft Roitzsch)

## Sehenswürdigkeiten und Kultur
- Evangelische Kirche Sandersdorf
- Katholische Kirche Sandersdorf

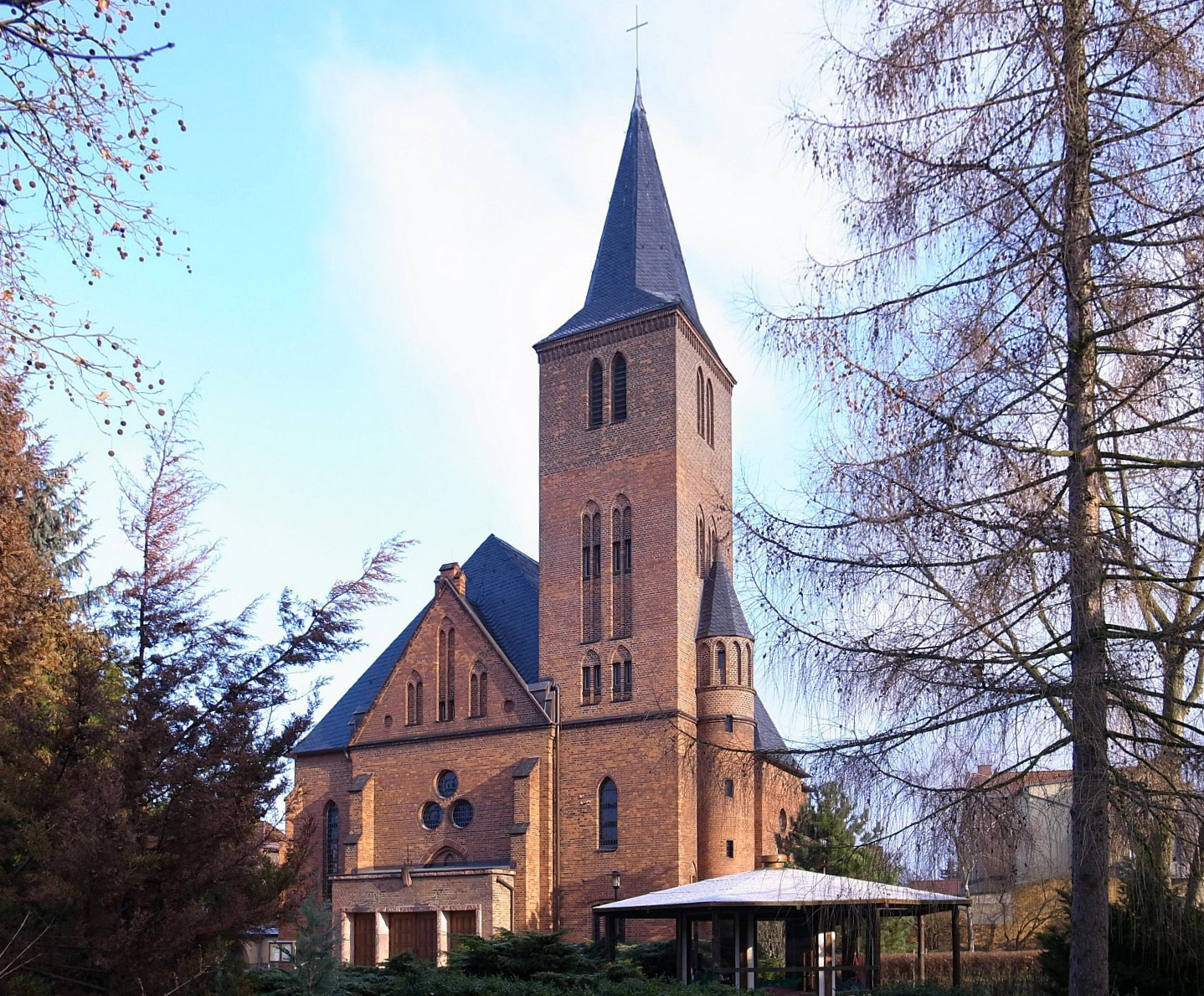
Katholische Kirche St. Marien in Sandersdorf

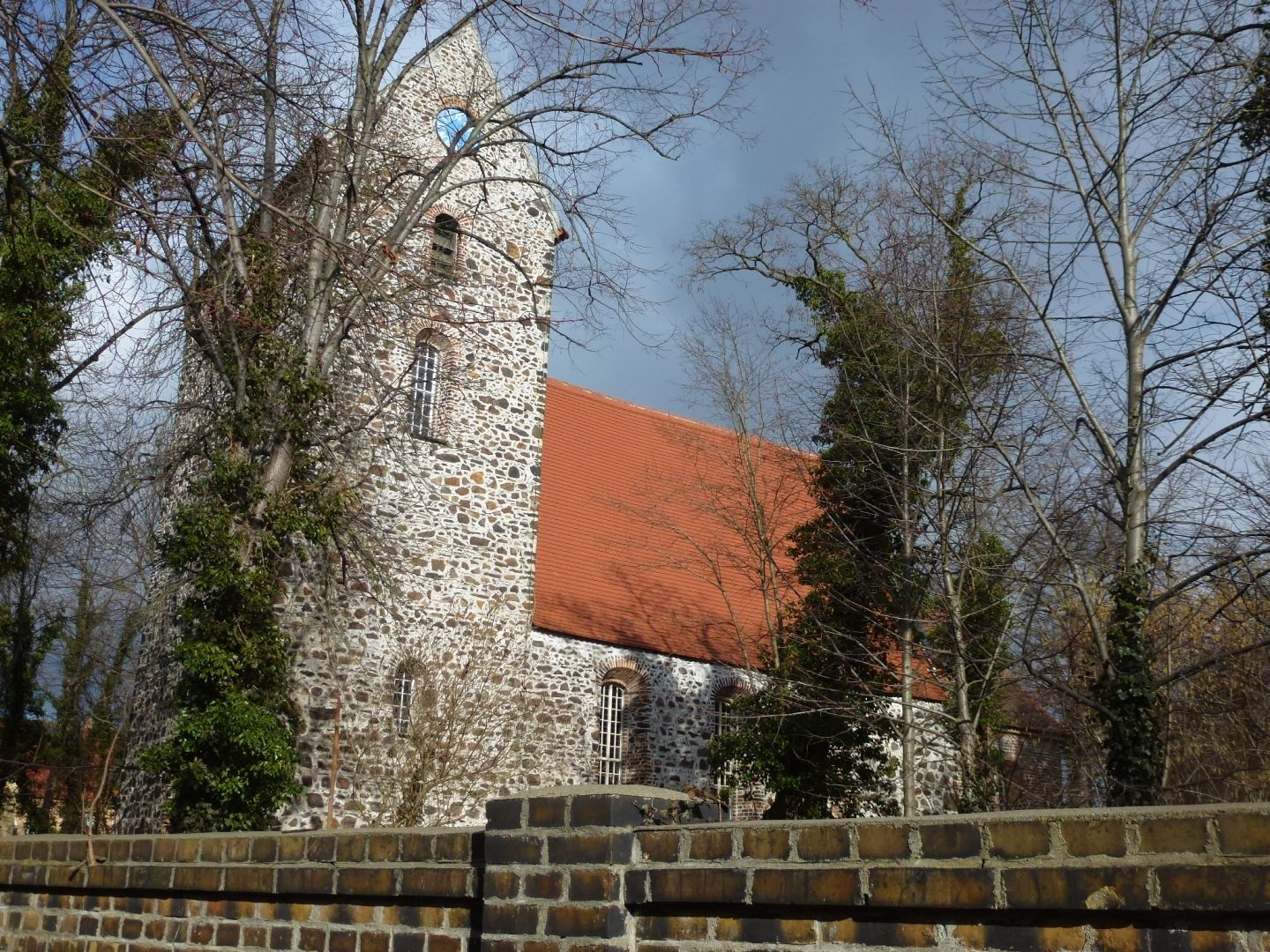
Evangelische Kirche in Sandersdorf

- Massengrab auf dem Ortsfriedhof für 181 Kriegsgefangene sowie Frauen und Männer, die während des Zweiten Weltkrieges nach Deutschland verschleppt und in den umliegenden Rüstungsfabriken zur Zwangsarbeit gezwungen wurden, die zu ihrem Tod führte
- Strandbad Sandersdorf an einem Tagebaurestloch
- Flugplatz und Kirche in Renneritz
- Lindenstein Sandersdorf
- Sport- und Freizeitzentrum Sandersdorf
- Paul-Othma-Haus

## Wirtschaft und Infrastruktur

### Wirtschaft
Im Mai 2018 gab der Wellpappenproduzent Progroup bekannt, in Sandersdorf-Brehna für 375 Mio. € eine Fabrik für Wellpappenrohpapier zu errichten.

### Verkehr
Seit 1859 verläuft die Bahnstrecke Berlin–Halle durch die südlichen Stadtteile, die von DB InfraGO betrieben wird. An der Strecke liegen der Bahnhof Roitzsch (Kr Bitterfeld) und der Haltepunkt Brehna. Es verkehren wochentags im 30-Minuten-Takt, am Wochenende im 60-Minuten-Takt, Züge der S-Bahn-Linie S 8 nach Halle (Saale) Hauptbahnhof und Bitterfeld. Jeweils alle 120 Minuten gibt es umsteigefreie Verbindungen nach Dessau Hauptbahnhof und Lutherstadt Wittenberg Hauptbahnhof. Die wiedereröffnete Bahnstrecke Bitterfeld–Zörbig dient nur dem Güterverkehr.
Durch das Stadtgebiet führt die Bundesautobahn 9, die über die Anschlussstellen Bitterfeld-Wolfen (Kreuzung mit der Bundesstraße 183) sowie Halle (Saale) (Kreuzung mit der Bundesstraße 100) zu erreichen ist. 
Der Flugplatz Renneritz besitzt eine 1000 Meter lange Grasbahn und wird hauptsächlich für den Segelflug benutzt. Der Flughafen Leipzig/Halle ist 35 km entfernt.

### Bildung
In Sandersdorf-Brehna gibt es sechs Kindertagesstätten. Des Weiteren gibt es eine Grundschule im Ortsteil Stadt Brehna, im Ortsteil Sandersdorf und eine im Ortsteil Zscherndorf, zu denen jeweils auch ein Kinderhort gehört. Des Weiteren befindet sich im Ortsteil Roitzsch eine Sekundarschule, die im Jahre 2014 erst erweitert wurde.
Außerdem gibt es drei Bibliotheken in Sandersdorf-Brehna.

### Sport
Es gibt in Sandersdorf-Brehna mehrere Sportvereine. Der größte ist die SG Union Sandersdorf. Seit 2011 ist die Stadt mit dem Basketballteam der BSW Sixers in der 2. Liga Pro B vertreten.